# Bolodon
Bolodon és un gènere extint de mamífers multituberculats de la família dels plagiaulàcids que visqueren a Europa i Nord-amèrica durant el Cretaci inferior. Se n'han trobat restes fòssils als Estats Units i el Regne Unit. L'espècie més grossa d'aquest grup era B. elongatus, tot i que hi ha dubtes sobre la seva filiació taxonòmica i podria ser que en realitat correspongui a un gènere diferent. Un punt en comú de totes les espècies és la presència d'estriacions a les dents.